# Championnats d'Europe de gymnastique rythmique 2003
Navigation
Édition précédente Édition suivante
Les championnats d'Europe de gymnastique rythmique 2003, dix-neuvième édition des championnats d'Europe de gymnastique rythmique, ont eu lieu du 4 au 6 avril 2003 à Riesa, en Allemagne.

## Médaillées
| Épreuve                | Or | Argent | Bronze |
| ---------------------- | --- | --- | --- |
| Individuel Seniors     | | | |
| Cerceau                | Anna Bessonova UKR                                                                                                | Zarina Gizikova RUS                                                                                               | Tamara Yerofeeva UKR |
| Ballon                 | Zarina Gizikova RUS                                                                                               | Anna Bessonova UKR                                                                                                | Inna Zhukova BLR |
| Massues                | Anna Bessonova UKR                                                                                                | Tamara Yerofeeva UKR                                                                                              | Simona Peycheva BUL |
| Ruban                  | Anna Bessonova UKR                                                                                                | Inna Zhukova BLR                                                                                                  | Tamara Yerofeeva UKR |
| Groupes seniors        | | | |
| Concours général       | Russie Olesya Belugina Tatiana Kurbakova Yelena Posevina Natalia Lavrova Elena Murzina Olesya Manuilova           | Bulgarie Zhaneta Ilieva Kristina Rangelova Eleonora Kezhova Vladislava Tancheva Galina Tancheva Juliana Naydenova | Italie Elisa Santoni Elisa Blanchi Daniela Masseroni Pamela Mastroianni Francesca Pasinetti Francesca Chugurra               |
| 3 cerceaux + 2 ballons | Bulgarie Zhaneta Ilieva Kristina Rangelova Eleonora Kezhova Vladislava Tancheva Galina Tancheva Juliana Naydenova | Grèce Haritini Ioannou Zaharula Karami Evgeniya Kontelia Haroclia Pantazi Eleni Chronopoulou Stiliani Christidou  | Italie Elisa Santoni Elisa Blanchi Daniela Masseroni Pamela Mastroianni Francesca Pasinetti Francesca Chugurra               |
| 5 rubans               | Russie Olesya Belugina Tatiana Kurbakova Yelena Posevina Natalia Lavrova Elena Murzina Olseya Manuilova           | Bulgarie Zhaneta Ilieva Kristina Rangelova Eleonora Kezhova Vladislava Tancheva Galina Tancheva Juliana Naydenova | Biélorussie Natalia Prokopova Maria Paplyka Natalia Palchevskaya Ilona Osyadovskaya Zlatislava Nersesyan Natalia Alexandrova |
| Groupes Junior         | | | |
| Concours général       | Russie | Grèce | Biélorussie |
| 5 cerceaux             | Russie | Grèce | Bulgarie |